# 아나마리 벨렌셰크
아나마리 클레멘티나 벨렌셰크(슬로베니아어: Anamari Klementina Velenšek, 1991년 5월 15일~)은 슬로베니아의 전직 유도 선수이다. 2016년 하계 올림픽에서 여자 헤비급 동메달을 획득했으며 세계 선수권 대회에서 은메달 1개, 동메달 1개를 획득했다.

## 개인사
이부동생인 클라라 아포테카르도 유도 선수이다.